# New Zealand Professional Footballers’ Association
Die New Zealand Professional Footballers’ Association (NZPFA) ist eine Gewerkschaft für Profifußballer/innen in Neuseeland.

## Geschichte
Die Gewerkschaft wurde im Jahr 2001 gegründet und hat sich am 15. Juli 2003 als Incorporated Society (Eingetragener Verein) im Register des New Zealand Companies Office eintragen lassen.

## Gewerkschaft
Mit 181 Mitgliedern Stand 1. März 2024 zählt die New Zealand Professional Footballers’ Association mit zu den kleinsten Gewerkschaften des Landes. Sie ist Mitglied in der Fédération Internationale des Associations de Footballeurs Professionnels (FIFPro), eine weltweit tätige Vertretung für Profifußballer, die ihren Sitz in den Niederlanden hat. Die Gewerkschaft ist die Vertretung aller Spieler, die vom neuseeländischen Fußball für die All Whites (neuseeländische Fußballnationalmannschaft der Männer) und die Football Ferns (neuseeländische Fußballnationalmannschaft der Frauen) ausgewählt wurden.